# Qızılkənd
Qızılkənd (in russo: Semyonovka) è un comune dell'Azerbaigian situato nel distretto di İmişli. Conta una popolazione di 3 337 abitanti.